# Purificación Carpinteyro
Purificación Carpinteyro Calderón (México, D.F., 1 de mayo de 1961) es una política mexicana, fue diputada federal del Partido de la Revolución Democrática del distrito XXII del Distrito Federal en la LXII Legislatura del Congreso de la Unión de México.
Destaca que en su elección tuvo una votación favorable que la coloca cómo la segunda diputada con más votos a favor de entre los 300 diputados por mayoría de la LXII legislatura, superando incluso las votaciones a favor del entonces candidato a jefe de gobierno, Miguel Mancera, y el candidato presidencial por el PRD, Andrés Manuel López Obrador.[cita requerida]

## Carrera
Purificación Carpinteyro estudió en la Escuela Libre de Derecho, donde cursó la licenciatura en Derecho, de la que egresó en 1984. Cursó una maestría en la Harvard Law School. De 1998 a 2005 vivió en Brasil, donde se desempeñó en diversos puestos dentro de compañías relacionadas con las telecomunicaciones, entre ellas Bell Atlantic, Embratel, Grupo Iusacell y WorldCom.
Por su labor a favor de la competencia en el sector de las telecomunicaciones brasileñas, recibió del gobierno de Brasil dos condecoraciones: La de Comendadora de la Orden de Río Branco, la de Comendadora de la Orden del Mérito Cultural, y fue reconocida por la Asociación Brasileña de Negocios y Desarrollo cómo la Profesional del año en 2002. En México, fue seleccionada como la Mujer de Negocios 2006, por el grupo editorial mexicano Mundo Ejecutivo.
Carpinteyro fue designada en 2007 como directora de Correos de México por el presidente Felipe Calderón, así, fue la primera mujer en ejercer tal cargo.
Desde el 3 de septiembre de 2008 fungió como Subsecretaria de Comunicaciones y Transportes, cargo al que renunció el 30 de enero de 2009, pues señaló tener «falta de apoyo» por parte del primer mandatario mexicano.
A inicios de 2011, Luis Sánchez Jiménez, presidente del PRD en el estado de México, reveló que Purificación Carpinteyro era una de las posibles candidatas de su instituto político a la gubernatura de esa entidad; sin embargo, su antigüedad de residencia en el estado fue cuestionada, y finalmente la candidatura fue ganada por el otrora jefe de Gobierno del Distrito Federal, Alejandro Encinas Rodríguez.
En 2012 contendió para obtener el puesto de diputado federal por el XXII Distrito Electoral Federal del Distrito Federal, con sede en Iztapalapa.
En 2018 volvió a la escena pública al buscar la Jefatura de Gobierno de la ahora Ciudad de México, como candidata única por parte del partido Nueva Alianza.El 26 de junio del mismo año la candidata llamó a sus simpatizantes al voto útil para evitar la victoria de Claudia Sheinbaum, en favor de la candidata del PAN, PRD y Movimiento Ciudadano, Alejandra Barrales.Como respuesta a este llamado, el Partido Nueva Alianza solicitó al Instituto Electoral de la Ciudad de México el retiro de la contienda de Purificación Carpinteyro.El IECM posteriormente declaró improcedente la solicitud de sustitución al considerar que la solicitud del partido político no cumplía con las hipótesis establecidas en el artículo 385 del Código de Instituciones y Procedimientos Electorales de la Ciudad de México, pues la candidata no presentó su renuncia.

## Tellezgate
La periodista Carmen Aristegui presentó en 2009 unas grabaciones donde se escucha la presunta voz de Luis Téllez secretario de Energía durante el gobierno de Carlos Salinas de Gortari y secretario de comunicaciones y transportes de México de 2006 a 2009— afirmando que «(Carlos) Salinas se robó la mitad de la cuenta secreta», refiriéndose a la partida secreta consistente en miles de millones de dólares del presupuesto nacional. Téllez denunció ante la Procuraduría General de la República a Purificación Carpinteyro por ser la presumible difusora de las conversaciones, asimismo, renunció a la Subsecretaría de Comunicaciones y Transportes y se inició un proceso en su contra.
El 24 de marzo de 2011 Carpinteyro Calderón fue absuelta al considerarse que las pruebas presentadas en su contra no son suficientes para aseverar que ella fue quien difundió los citados registros sonoros ante los medios de comunicación.

## El fin de los medios
El fin de los medios es el primer libro publicado por Carpinteyro, lanzado en octubre del 2013 por Editorial Grijalbo.
Escrito a manera de biografía, este libro revela la dinámica de poder político-económico de las telecomunicaciones y los medios de comunicación en México.
Adicionalmente, en él narra el episodio en el cual pasó por un procedimiento judicial en el 2009, cuando, luego de las filtraciones a la prensa de conversaciones de Luis Téllez, entonces secretario de Comunicaciones y Transportes, y su posterior absolución.